# Anukis
Anukis (Kurzform Any; altägyptisch Anket, Anqet, auch Anuket) ist eine Göttin aus dem Sudan, die auch im Alten Ägypten verehrt wurde und erstmals auf der Pfeilerstele des von Sesostris I. (12. Dynastie) restaurierten Satis-Tempels in Elephantine belegt ist.

## Bedeutung
Die Übersetzung ihres Namens bedeutet sowohl „umarmen“ sowie „herbeiführen“ und man glaubte, dass sie durch ihre Umarmung die Nilschwemme herbeiführe und die Felder während der Überflutung fruchtbar machte. Sie trug somit dazu bei, die Ernährung des ägyptischen Volkes zu sichern.
Anukis trat seit der griechisch-römischen Zeit als Chentyt-Setjet („Vorsteherin von Sehel“), Nebet-Setjet („Herrin von Sehel“) sowie Nebet-Abu („Herrin von Elephantine“) als Göttin des ersten Katarakts (Nilquellen) in Erscheinung und bildete seit dem Neuen Reich dort zusammen mit Chnum und Satis die Göttertriade von Elephantine. Zunächst gemeinsam mit Sopdet, später im Auftrag, führte Anukis die Nilschwemme herbei.
Vereinzelt im Neuen Reich, jedoch insbesondere seit der griechisch-römischen Zeit, trat Anukis auch in den Erscheinungsformen der Göttinnen Isis, Hathor und Nephthys auf.

## Darstellung
Anukis wird meist als Frau dargestellt, die eine hohe Krone aus zusammen gebundenem Schilf und ein Zepter aus Papyrus trägt. In der Spätzeit konnte sie auch in Gestalt als auf einem Podest stehender Geier mit Atef-Krone und später als Gazelle, das heilige Tier der Anukis, auftreten.

## Kultorte

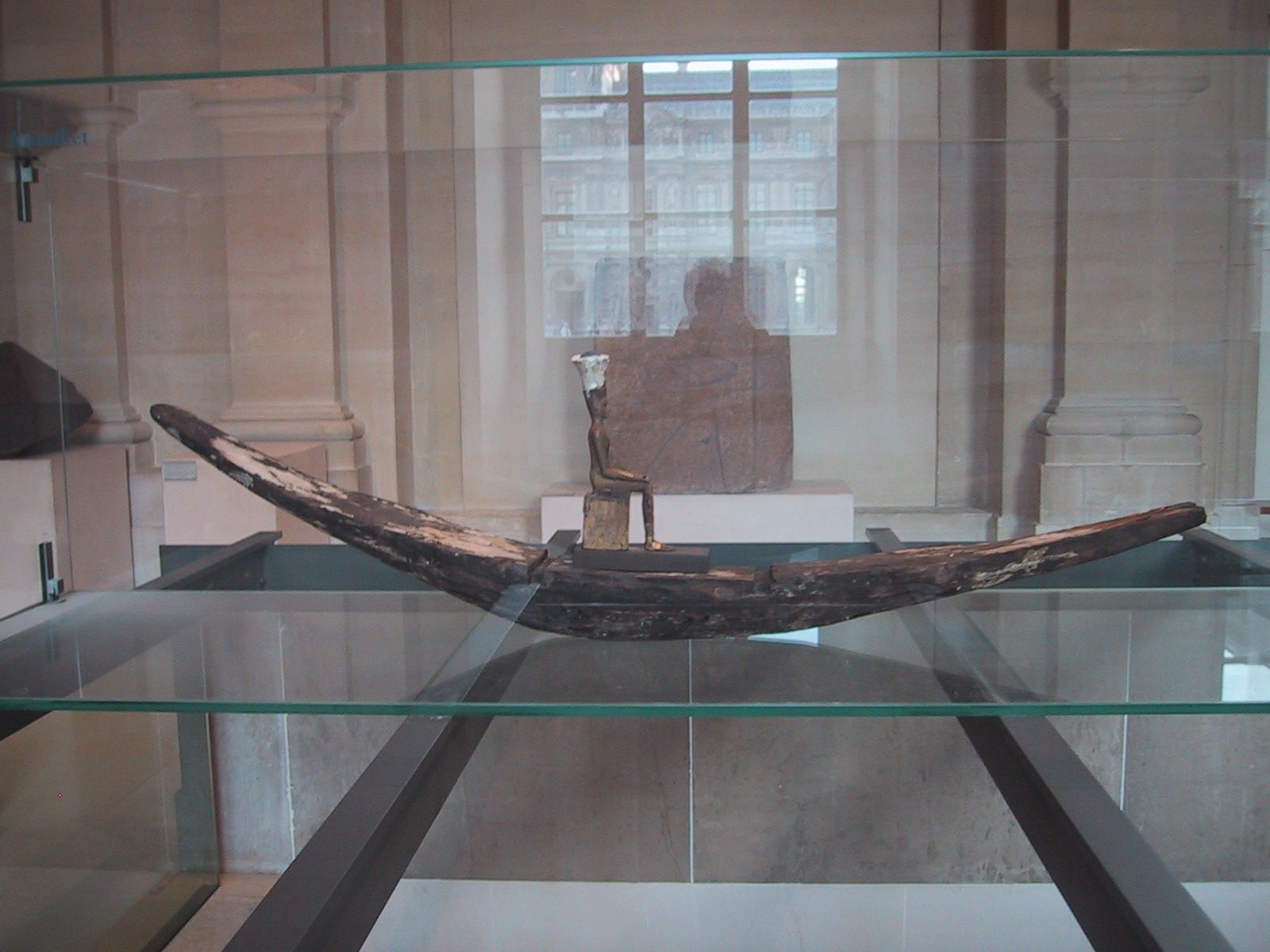
Prozessionsbarke der Anukis (Louvre, Paris)

Außer als „Herrin von Elephantine“ wurde Anuket später auch auf der Insel Sehel verehrt. Beide Orte waren Hauptkultorte und es sind mehrere Feste der Anuket bekannt. Nach Ausdehnung der ägyptischen Reichsgrenzen wurde sie auch an vielen Orten des eroberten Nubien verehrt.